# Le Chinago
Le Chinago (titre original : The Chinago) est une nouvelle américaine de Jack London publiée aux États-Unis en 1909.

## Historique
D'octobre 1907 à avril 1908, Jack London est en croisière sur le Snark dans les Îles Marquises et à Tahiti. Ce voyage lui inspirera quelques nouvelles.

La nouvelle est publiée initialement dans le Harper's Magazine en juillet 1909, avant d'être reprise dans le recueil When God Laughs and Other Stories en janvier 1911.

## Résumé
À Tahiti, sur une plantation de coton, un coolie, un chinago, « du nom que leur donnaient les indigènes à la peau brune », en a tué un autre. Protégé par le silence des autres coolies, Ah San, le meurtrier s'est enfui et cinq innocents ont été arrêtés et condamnés, Ah Chow aurait la tête coupée et Ah Cho partait pour vingt ans d'emprisonnement en Nouvelle-Calédonie. « En Chine, comme le savait très bien Ah Cho, le magistrat ordonnerait qu'on les mît tous à la torture et il découvrirait la vérité...mais les Français ne pratiquaient pas la torture. Quels imbéciles ! »

Le gendarme Cruchot est chargé de conduire le condamné à mort à la plantation pour l'exécution. Le geôlier lui livre Ah Cho au lieu de Ah Chow. Qui peut faire la différence entre deux chinagos ? ...

## Éditions

### Éditions en anglais
- The Chinago, dans le Harper's Magazine, juillet 1909.
- The Chinago, dans le recueil When God Laughs and Other Stories, un volume chez  The Macmillan Co, New York, janvier 1911.

### Traductions en français
- Le Chinago, traduit par Louis Postif, in Monde, revue, Paris, 18 octobre 1930.
- Le Chinetoque,traduit par Louis Postif, revu et complété par Frédéric Klein, in Quand Dieu ricane, recueil, Phébus, 2005.
- Le Tinito,traduit par Anne Rocca, in Contes des mers du Sud/Tales of the South Seas, recueil bilingue, Pocket, 2006.
- Le Chinago, traduit par Clara Mallier, Gallimard, 2016[2].

## Sources
- « Bibliographie de Jack London », sur jack-london.fr (consulté le 26 février 2024)